# Linia kolejowa Keila – Paldiski
Linia kolejowa Keila – Paldiski – linia kolejowa w Estonii łącząca stację Keila ze ślepą stacją Paldiski. 
Linia na całej długości jest zelektryfikowana i jednotorowa.

## Historia
Linia została zbudowana w latach 1869-1870 i otwarta 24 października?/5 listopada 1870 jako część linii Rewel - Bałtijskij Port, wchodzącej w skład Kolei Bałtyckiej, łączącej niezamarzający Bałtijskij Port z Petersburgiem.
30 września 1958 zakończono elektryfikację odcinka Keila - Klooga. Resztę linii zelektryfikowano do 4 listopada 1961.
W 1960 zbudowano odgałęzienie linii do morskiego kurortu Kloogaranna. Linia ta została oddana do użytku już z trakcją elektryczną.
Początkowo linia leżała w Imperium Rosyjskim, w latach 1918 - 1940 położona była w Estonii, następnie w Związku Sowieckim (1940 - 1991). Od 1991 ponownie znajduje się w granicach niepodległej Estonii.